# Theorycraft
Theorycraft (або theorycrafting) — неологізм, який означає використання математичного аналізу ігрової механіки (зазвичай у відеоіграх) для виявлення оптимальних стратегій і тактик. Theorycraft передбачає аналіз статистики, прихованих систем або основного ігрового коду, для отримання неочевидної інформації, під час звичайного ігрового процесу. Theorycraft подібний до аналізу, який виконується у спорті чи інших іграх.
Існує думка, що цей неологізм походить від спільноти гравців StarCraft в результаті словозлиття слів «теорії ігор» і «StarCraft».
Theorycraft займає важливе місце в офіційному кіберспорті, конкурентних іграх (в багатокористувацьких іграх, спідранах,перегонах), де гравці намагаються отримати конкурентну перевагу, аналізуючи ігрові системи. Як наслідок, theorycraft може знизити дистанцію між гравцями та дизайнерами ігор. Розробники ігор повинні враховувати, що гравці матимуть повне розуміння ігрових систем і гравці можуть впливати на дизайн, використовуючи ігрові системи та виявляючи ефективніші або неусвідомлені стратегії.
Theorycrafting доводить свою ефективність зазвичай при включенні в метагру. Знання, техніки, навички theorycrafting часто передаються через онлайн-спільноти.
Спосіб творення theorycraft відрізняється від гри до гри, але часто ігри одного жанру мають подібні методи. Часто спільноти стандартизують способи передачі своїх висновків, в тому числі використанням спеціалізованих інструментів для вимірювання за показниками та запису ігрових даних; термінологія; і моделювання для представлення певних даних.
Також термін theorycraft також застосовний в принизливому значенні.
В принизливому значенні це означає: наївне або непрактичне теоретизування, яке не принесе успіху під час фактичного ігрового процесу.